# Micraphorura eremia
Micraphorura eremia is een springstaartensoort uit de familie van de Onychiuridae. De wetenschappelijke naam van de soort is voor het eerst geldig gepubliceerd in 2002 door Kaprus, Weiner & Pomorski.